# Eysteinn Þórðarson
Eysteinn Þórðarson (* 3. März 1934 in Ólafsfjörður; † 24. Dezember 2009 in Angels Camp, Vereinigte Staaten) war ein isländischer Skirennläufer.

## Karriere
Eysteinn Þórðarson nahm an den Olympischen Winterspielen 1956 und 1960 teil. Beide Male startete er im Slalom und Riesenslalom. Darüber hinaus ging er 1960 auch im Abfahrtslauf an den Start.